# Nico van Breemen
Nico van Breemen (21 mei 1961) is een voormalig Nederlands voetballer. Hij stond onder contract bij Helmond Sport. Daarna speelde hij lange tijd in de amateurreeksen in België, onder meer voor KVV Overpelt Fabriek en KFC Lille.

## Statistieken
| Seizoen | Club          | Land      | Competitie     | Wed. | Goals |
| ------- | ------------- | --------- | -------------- | ---- | ----- |
| 1983/84 | Helmond Sport | Nederland | Eredivisie     | 20   | 7     |
| 1986/87 | Helmond Sport | Nederland | Eerste divisie | 10   | 0     |
| Totaal  | Totaal        | Totaal    | Totaal         | 30   | 7     |